# Марков, Пётр Алексеевич (генерал-лейтенант)
Пётр Алексеевич Марков (1861—1921) — русский военачальник, генерал-лейтенант.

## Биография
Из дворян Области Войска Донского, сын офицера Алексея Степановича Маркова.
Общее образование получил в Михайловской Воронежской военной гимназии (1880). Окончил 1-е военное Павловское училище (1882).
Офицер 3-й Донской казачьей батареи. С 05 ноября 1894 по 18 января 1900 года состоял в запасе.
Полковник (6 мая 1911; за отличие). С 22 октября 1912 года командир 1-го Донского казачьего артиллерийского дивизиона.
Участник первой мировой войны. C 6 ноября 1915 года командир 4-й стрелковой артиллерийской бригады. Генерал-майор (1916).
Во время Гражданской войны — в Донской армии и ВСЮР. Генерал-лейтенант (26 апреля 1920). В апреле 1920 года был взят в плен под Новороссийском. 19 марта 1921 года расстрелян на Северной Двине.
Имел дочь.

## Награды
- орден Св. Станислава 2-й степени (1901)
- орден Св. Анны 2-й степени (1907)
- орден Св. Владимира 4-й степени (1910)
- орден Св. Владимира 3-й степени (1913)
- мечи к ордену Св. Анны 2-й степени (ВП 12.1914)
- мечи к ордену Св. Станислава 2-й степени (ВП 12.1914)
- мечи и бант к ордену Св. Владимира 4-й степени (ВП 05.03.1915).